# Ahmed Aït Abdesslem
Ahmed Aït Abdesslem (en arabe : أحمد آيت عبد السلام) est un footballeur algérien né le 30 août 1997 à Tizi Ouzou. Il évolue au poste de défenseur central au Muaither SC.

## Biographie
Aït Abdesslem évolue d'abord en première division algérienne avec son club formateur de la JS Kabylie ou il dispute 64 matchs et inscrivant un seul but.
Il participe à la Ligue des Champions de la CAF en 2019-2020 avec la JS Kabylie, ou il joue un seul match dans cette compétition. Puis il participe à la Coupe de la Confédération en 2020-2021 ou il dispute 15 matchs s'inclinant en finale.
Il a évolué dans les différentes catégories jeunes de la Jeunesse sportive de Kabylie avant d’être promu en équipe première à l'age de 21 ans, sous les commandements de l'entraineur Franck Dumas lors de la saison 2018-2019.
En août 2021, en fin de contrat et libéré par la JS Kabylie, il s'engage avec le CR Belouizdad pour deux saisons. Ensuite il rejoint le Pac Paradou pour la saison 2023-2024.

## Palmarès
- Champion d'Algérie en 2022 avec le CR Belouizdad.